# Tomopterna kachowskii
Tomopterna kachowskii es una especie de anfibio anuro de la familia Pyxicephalidae.

## Distribución geográfica
Esta especie se encuentra en Eritrea y Etiopía. 
Su presencia es incierta en Yibuti y Sudán.

## Taxonomía
Esta especie ha sido liberado de su sinonimia con Tomopterna cryptotis por Zimkus y Larson en 2011, donde fue colocada por Largen y Borkin en 2000.

## Etimología
Esta especie lleva el nombre en honor a A. W. Kachowski.

## Publicación original
- Nikolski, 1900 : [Chiromantis kachowskii, espece nouvelle des amphibiens provenant d'Abessinie]. Annuaire du Musée Zoologique de l'Academie Impériale des Sciences de St. Pétersbourg, vol. 5, p. 246-247.[4]